# جزر شائع
الجزر، السفناري أو الجزر الشائع أو الجَزَرُ البَرِّيُّ  أو حِنْزَاب أو حِنْزَابَة أو حُنْزُوب أو نهشل أو جزر (الاسم العلمي: Daucus carota) هو نوع نباتي يتبع جنس الجزر من الفصيلة الخيمية.   والجزر (من الفارسية گَزَر) نبات جذري من الفصيلة الخيمية. يستفاد من جذره الموجود في التربة. وهو ثنائي الحول وله عدة ألوان أرجواني وأرجواني محمر وأصفر وقريب من الأبيض. وكلما كان الجزر أكثر إحمراراً دل ذلك على زيادة محتواه من مادة الكاروتين التي يحتاج إليها الجسم بمقدار 5و1 مليجرام يوميا. طعم الجزر حلو ودافئ وممتع. تعتبر أوراق الجزر غذاءً جيدًا للمواشي. كذلك أوراق الجزر المغلية في الماء يفيد هذا الماء في عمل الكلى. يتوفر الجزر حاليًا طوال أيام السنة حيث يزرع صيفًا في البلاد الحارة تحت المسقفات البلاستيكية لحماية النبات من حرارة الشمس المرتفعة.
ومن أهم فوائد الجزر تقوية النظر.
يحتوى الجزر على:
- فيتامين أ
- مادة الكاروتين
- نسبة عالية من الكربوهيدرات (النشويات : مثل الخبز والأرز والبطاطس ، والمعكرونة ) التي تتكون بصورة أساسية من (السكروز والجلوكوز والفركتوز بالإضافة إلى السيليلوز والليجينتين ومواد بكتينية أخرى) ،
- غني بالمواد البروتينيه والأحماض الأمينية،
- يحتوي على كمية كبيرة من الأملاح القلوية التأثير كأملاح البوتاسيوم وفيه كمية قليلة من أملاح الصوديوم والكالسيوم والبورون واليود وغيرها،
- ويحتوي على فيتامينات كثيرة أهمها : أ- ب - ب2 - ب6 – ج – و- د
- يتميز بنسبة عالية من فيتامين PP الذي يندر أن يوجد في غيره من الخضروات.

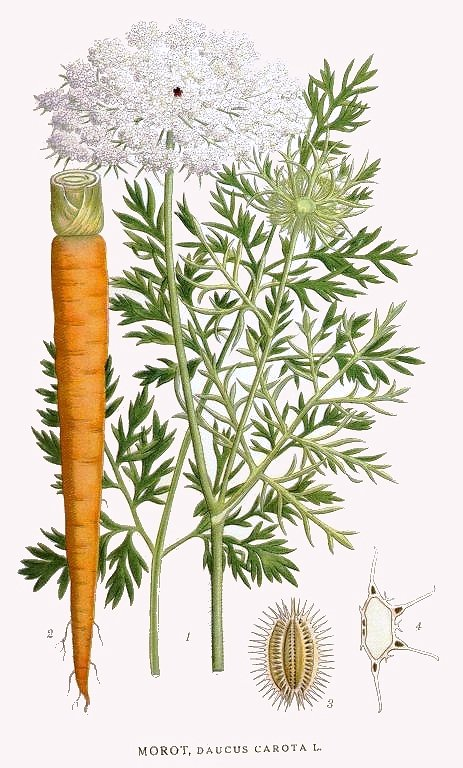
جزر

## تاريخ الجزر وموطنه
يقال أن شمال أفريقيا والشرق الأوسط وآسيا الوسطى هي موطن الجزر. وقد انتشر منها إلى جميع أنحاء العالم. ويذكر أن الإغريق والرومان هم أول من أخبروا عن فوائد الجزر، فقد جاء ذلك‌ في كتاباتهم منذ نحو 230 سنة قبل الميلاد.

## القيمة الغذائية للجزر
الجزر غني بالألياف الغذائية، والمعادن (وخاصة السيلينيوم)، والدهون القابلة للذوبان في الكاروتين β، الوضع المتقدم ل retinol (فيتامين أ). وتحتوي الجزر على ما يصل إلى ستة في المائة من السكر. النكهة المتميزة هي ناتجة عن بعض الزيوت الإيثيرية. 100 غرام من الجزر الصالحة للأكل تحتوي على ما معدله 6 ملغرام من الكاروتينβ.
| 100 غ من الجزر الطري: |     |      |       |        |         |         |            |
| سعرة                  | جول | ماء  | دهن   | كاليوم | كالسيوم | مغنسيوم | فيتامين سي |
| 26                    | 109 | 88 غ | 0,4 غ | 290 مغ | 41 مغ   | 18 مغ   | 7 مغ       |

المصدر: Souci.Fachmann.Kraut 1994

## السعرات الحرارية في الجزر
توجد في الجزر سعرات حرارية قليلة تقدر بنحو
27 سعر لكل 100 جرام ، وهو لذلك يفضل في الأكل لمن يريد خفض وزنه بطريقة صحية . ويمدنا الجزر بالألفا-كاروتين و البيتا-كاروتين وبروفيتامين أ. يساعد على تجديد البشرة ويحمي من تأثير الأشعة فوق البنفسجية الضارة، ويقوي النظر.

## زراعة الجزر

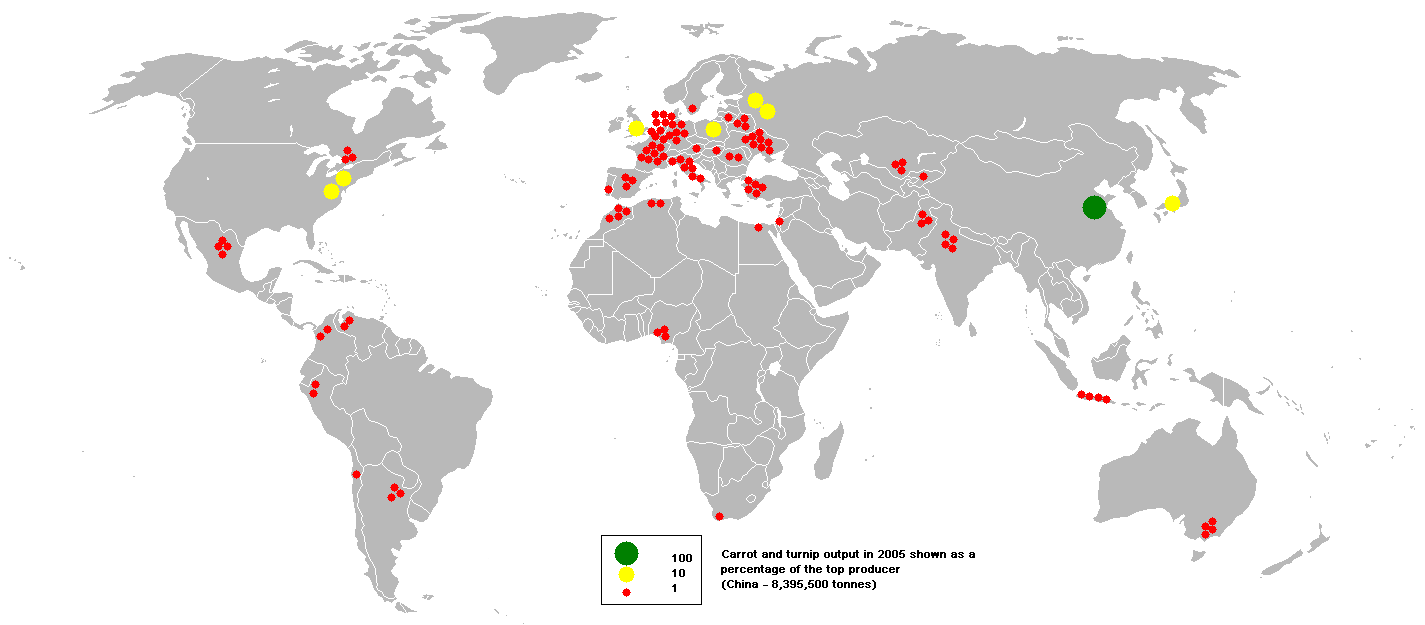
ناتج الجزر واللفت في 2005. أخضر: المنتج الأكبر (الصين). أصفر: منتجين رئيسيين آخرين. أحمر: منتجين صغار.

يزرع الجزر في تربة جيدة الصرف، هشة ونظيفة خالية من الحجارة في منطقة مشمسة لبعض الوقت ومظلة لبعضه الأخر في الجو الحار.
تبذر البذور على عمق حوالي 2 سم على الأقل مع إضافة كمية وافرة من السماد الطبعي مع القليل من النايتروجين.

## فوائد الجزر

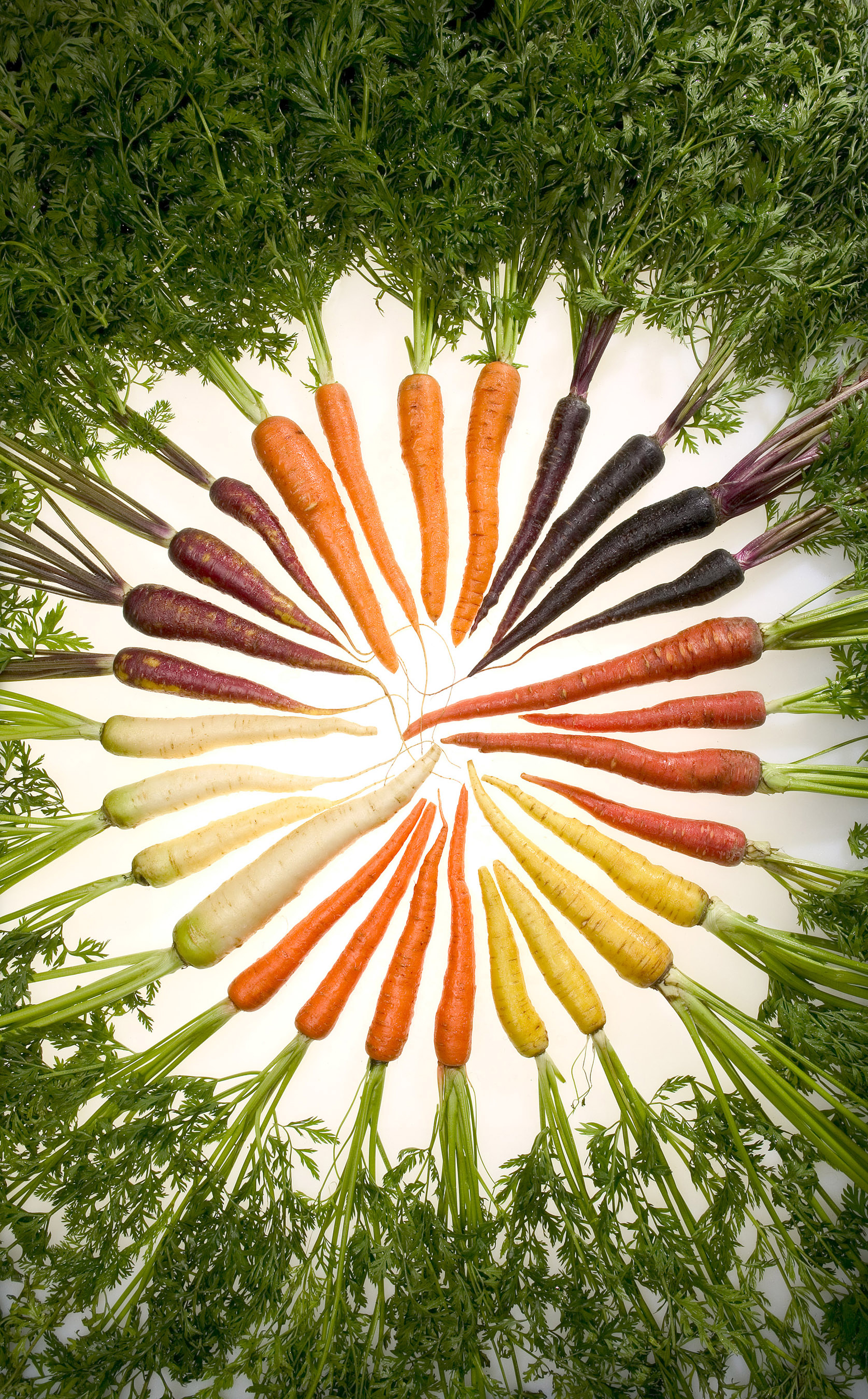
للجزر مختلف الألوان والأشكال

- الجزر له خواص المضادات الحيوية، فهو يدمر البكتيريا التي تظهر في الأمعاء.
- يساعد عصير الجزر في التخلص من الالتهابات المعوية وفي شفاء قرحة المعدة.
- يساعد في حماية الجلد من الآثار المؤذية لأشعة الشمس وتمكنه من استعادة عافيته بسرعة.
- يمكن استخدامه طعاماً ودواءً في علاج التهابات الكلى.
- يحتوي الجزر على هرمون نافع جداً في علاج أعراض السكري.
- يساعد في التخلص من بعض ديدان المعدة والمغص.
- يساعد على الشفاء من السعال ونزلات البرد.
- مقوٍ جيد للمناعة الطبيعية
- يحفظ جدران أجهزه الهضم ويضمده
- منبه لحرقان المعدة
- يزيد إفراز الصفراء
- مدر للبول

### فوائد عصيره
- يطرد الحامض البولي من الدم، ولذا فهو يساعد مرضى النقرص.
- علاج لأوجاع حصى المرارة وأمراض الكبد، والسل.
- ثبت أن امتصاص كميات من عصير الجزر، تساعد أحياناً في مقاومة أو معالجة السرطان وذلك لأنه يحتوي على نسبة عالية جداً من فيتامينA

### فوائده في التجميل
يعتبر الجزر من وسائل التجميل الأساسية، نظراً لأنه من أغنى النباتات بفيتامين « أ ».. هذا الفيتامين الضروري لصحة وسلامة الجلد. أن تناول عصير الجزر الطازج بصفة منتظمة له أثر واضح كمضاد لبُقع وشوائب البشرة، ويعمل كذلك على تحسين لون البشرة

## الجزر والكاروتين
من أهم المواد التي يتميز بها الجزر مادة الكاروتين التي يعزى إليه اللون البرتقالي ولهذه المادة فوائد عديدة وأكيدة منها أنها تنشط عملية تجديد الأنسجة والخلايا فهي مفيدة في إزالة التجاعيد من الوجه والجبهة ومنع رخاوة الجلد وتستفيد منها النساء في جعل البشرة أكثر صفاء ونقاء وفي تقوية الشعر والأظافر. ويقي من أشعة الشمس .كما يستفيد من مادة الكاروتين الطيارون وسائقوا السيارات لأنها تصفي الرؤية وتحد البصر .
بينت دراسة أجرتها حديثا (2011) جامعة أطلانتا في الولايات المتحدة الأمريكية على نحو 15000 شخص أن الأشخاص الذين يحتوي أجسامهم على كميات مرتفعة من ألفا-كاروتين يقل خطر وفاتهم بمبكرا بنسبة 39 % عن هؤلاء الذين يفتقرون إلى تلك المادة . يكثر الألفا كاروتين في الجزر وفي القرع العسلي.

## وصفات من الجزر
هناك عدة وصفات تحضّر من الجزر أهمّها: شوربة الجزر، البازيلا والجزر، سلطة الملفوف والجزر، مقلوبة الجزر، تاجينة الجزر وغيرها..
أما بالنسة للحلويات هناك كيك الجزر، بودينغ الجزر وغيرها.